# Medicina espacial

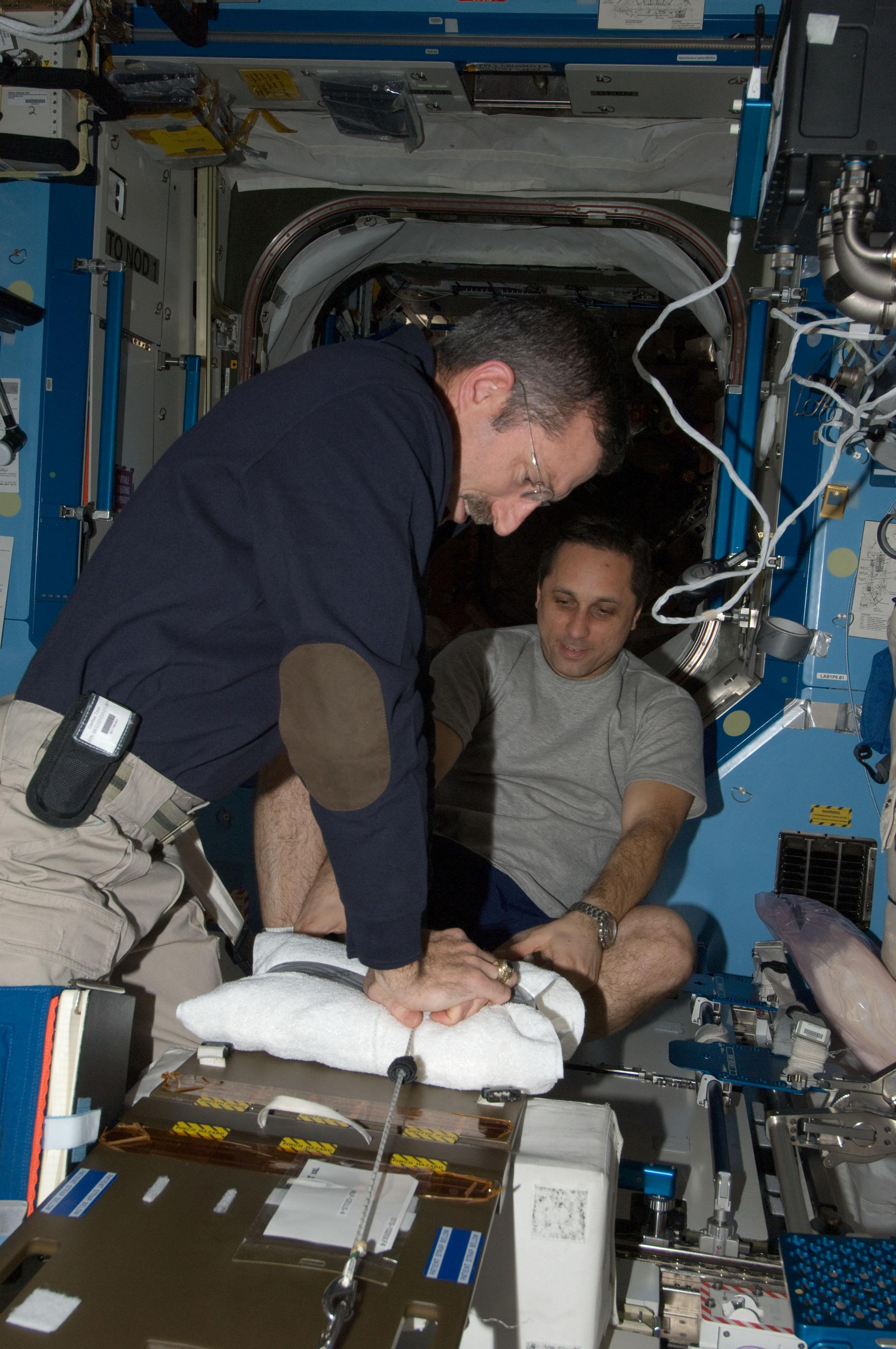
L'astronauta de la NASA Dan Burbank (al fons), i el cosmonauta rus Anton Shkaplerov, participant en la recerca de la medicina espacial (Crew Health Care System (CHeCS)))

La medicina espacial és la pràctica de la medicina sobre els astronautes en l'espai exterior mentre que la higiene astronàutica és l'aplicació de la ciència i la tecnologia per prevenir o controlar l'exposició als perills que poden causar una mala salut de l'astronauta. Ambdues ciències treballen conjuntament per assegurar que els astronautes treballin en un ambient segur. El principal objectiu és descobrir com de bé i per quanta durada les persones poden sobreviure a condicions extremes en l'espai, i com de de pressa poden adaptar-se a l'ambient de la Terra a la seva tornada. Les conseqüències mèdiques com la ceguesa i l'osteoporosi s'han associat als vols espacials humans.

## Història
Hubertus Strughold (1898–1987), un antic metge i fisiòleg nazi va ser portat als Estats Units després de la Segona Guerra Mundial com a part de l'Operation Paperclip. Ell va encunyar el terme medicina espacial ("space medicine") l'any 1948 i va ser el primer i únic professor de Medicina Espacial a l'School of Aviation Medicine (SAM) a Randolph Air Force Base, Texas. L'aeromedical library at Brooks AFB va rebre el seu nom l'any 1977, però més tard va canviar de nom quan quan els judicis del tribunal Nuremberg van enllaçar Strughold amb experiments mèdics cruels al camp de concentració de Dachau.

## Efectes dels viatges espacials
- Ritme cardíac
- Malaltia de la descompressió
- Diagnòstic usant ultrasons a l'espai
- Medicines en l'espai (tractament mèdic a l'espai)
- Funcionament alentit del sistema immunitari
- Efectes de la fatiga
- Funcionament humà
- Pèrdua de l'equilibri
- Pèrdua de la densitat òssia
- Pèrdua de la massa muscular
- Pèrdua de la visió ocular
- Pèrdua d'habilitats mentals i risc de malaltia d'Alzheimer
- Interfície humà-màquina
- Intolerància ortostàtica
- Factors psicològics
- Efectes de la radiació
- Seguretat/habitabilitat
- Trastorns de la son
- Desorientació espacial